# Torneo de Apertura ARUSA 2018
El Torneo de Apertura ARUSA de 2018 fue un torneo de rugby de primera división de Chile.
El campeón del torneo fue el club Old Boys.

## Primera fase
|  | Clasifica a las semifinales por el campeonato.    |
|  | Clasifica a las semifinales por el quinto puesto. |
|  | Clasifica a las semifinales por el noveno puesto. |

### Grupo A
| Pos. | Equipo               | Encuentros | Encuentros | Encuentros | Encuentros | Tantos | Tantos | Tantos | PB | PB | Puntos |
| Pos. | Equipo               | PJ         | PG         | PE         | PP         | F      | C      | Dif    | BO | BD | Puntos |
| ---- | -------------------- | ---------- | ---------- | ---------- | ---------- | ------ | ------ | ------ | -- | -- | ------ |
| 1.º  | Stade Français       | 4          | 4          | 0          | 0          | 114    | 66     | +58    | 2  | 0  | 18     |
| 2.º  | Old Boys             | 4          | 3          | 0          | 1          | 137    | 62     | +75    | 3  | 0  | 15     |
| 3.º  | Universidad Católica | 4          | 2          | 0          | 2          | 99     | 96     | +3     | 1  | 0  | 9      |
| 4.º  | Old Georgians        | 4          | 1          | 0          | 3          | 116    | 99     | +17    | 1  | 1  | 6      |
| 5.º  | Old Locks            | 4          | 0          | 0          | 4          | 59     | 202    | -143   | 0  | 1  | 1      |

### Grupo B
| Pos. | Equipo              | Encuentros | Encuentros | Encuentros | Encuentros | Tantos | Tantos | Tantos | PB | PB | Puntos |
| Pos. | Equipo              | PJ         | PG         | PE         | PP         | F      | C      | Dif    | BO | BD | Puntos |
| ---- | ------------------- | ---------- | ---------- | ---------- | ---------- | ------ | ------ | ------ | -- | -- | ------ |
| 1.º  | PWCC                | 5          | 4          | 0          | 1          | 158    | 85     | +73    | 4  | 0  | 20     |
| 2.º  | COBS                | 5          | 4          | 0          | 1          | 194    | 80     | +114   | 4  | 0  | 20     |
| 3.º  | Old Macks           | 5          | 3          | 0          | 2          | 111    | 101    | +10    | 3  | 1  | 16     |
| 4.º  | Alumni SC           | 5          | 2          | 0          | 3          | 98     | 173    | -75    | 2  | 0  | 10     |
| 5.º  | Sporting Rugby Club | 5          | 1          | 0          | 4          | 124    | 165    | -41    | 2  | 2  | 8      |
| 6.º  | Old Reds            | 5          | 1          | 0          | 4          | 90     | 171    | -81    | 2  | 1  | 7      |

## Fase final

### Noveno puesto
|  | Semifinal | Semifinal | Semifinal           |                     |          | Final    | Final | Final |  |
|  |           |           |                     |                     |          |          |       |       |  |
|  |           |           |                     |                     |          |          |       |       |  |
|  | Old Reds  | Old Reds  | 64                  |                     |          |          |       |       |  |
|  | Old Reds  | Old Reds  | 64                  |                     |          |          |       |       |  |
|  | Old Locks | Old Locks | 0                   |                     |          |          |       |       |  |
|  | Old Locks | Old Locks | 0                   |                     | Old Reds | Old Reds | 14    |       |  |
|  |           |           |                     |                     | Old Reds | Old Reds | 14    |       |  |
|  |           |           | Sporting Rugby Club | Sporting Rugby Club | 45       |          |       |       |  |
|  |           |           | Sporting Rugby Club | Sporting Rugby Club | 45       |          |       |       |  |
|  |           |           |                     |                     |          |          |       |       |  |
|  |           |           |                     |                     |          |          |       |       |  |
|  |           |           |                     |                     |          |          |       |       |  |
|  |           |           |                     |                     |          |          |       |       |  |

### Quinto puesto
|  | Semifinal            | Semifinal            | Semifinal |           |           | Final     | Final | Final |  |
|  |                      |                      |           |           |           |           |       |       |  |
|  |                      |                      |           |           |           |           |       |       |  |
|  | Alumni SC            | Alumni SC            | 37        |           |           |           |       |       |  |
|  | Alumni SC            | Alumni SC            | 37        |           |           |           |       |       |  |
|  | Universidad Católica | Universidad Católica | 28        |           |           |           |       |       |  |
|  | Universidad Católica | Universidad Católica | 28        |           | Alumni SC | Alumni SC | 27    |       |  |
|  |                      |                      |           |           | Alumni SC | Alumni SC | 27    |       |  |
|  |                      |                      | Old Macks | Old Macks | 21        |           |       |       |  |
|  | Old Macks            | Old Macks            | Old Macks | Old Macks | 21        | 31        |       |       |  |
|  | Old Macks            | Old Macks            |           |           |           | 31        |       |       |  |
|  | Old Georgians        | Old Georgians        | 28        |           |           |           |       |       |  |
|  | Old Georgians        | Old Georgians        | 28        |           |           |           |       |       |  |
|  |                      |                      |           |           |           |           |       |       |  |

### Campeonato
|  | Semifinal      | Semifinal      | Semifinal |      |          | Final    | Final | Final |  |
|  |                |                |           |      |          |          |       |       |  |
|  |                |                |           |      |          |          |       |       |  |
|  | Old Boys       | Old Boys       | 26        |      |          |          |       |       |  |
|  | Old Boys       | Old Boys       | 26        |      |          |          |       |       |  |
|  | PWCC           | PWCC           | 12        |      |          |          |       |       |  |
|  | PWCC           | PWCC           | 12        |      | Old Boys | Old Boys | 17    |       |  |
|  |                |                |           |      | Old Boys | Old Boys | 17    |       |  |
|  |                |                | COBS      | COBS | 7        |          |       |       |  |
|  | Stade Français | Stade Français | COBS      | COBS | 7        | 29       |       |       |  |
|  | Stade Français | Stade Français |           |      |          | 29       |       |       |  |
|  | COBS           | COBS           | 39        |      |          |          |       |       |  |
|  | COBS           | COBS           | 39        |      |          |          |       |       |  |
|  |                |                |           |      |          |          |       |       |  |

| Bandera de Chile |
| Campeón Old Boys |